# Кэрролл, Джонатан
Джо́натан Кэ́рролл (англ. Jonathan Carroll, р. 1949) — американский писатель. В основном, известен благодаря романам, написанным в жанре магического реализма. Также пишет рассказы. Брат (по матери) композитора Стивена Райха.

## Биография
Джонатан Сэмюэль Кэрролл родился 26 января 1949 года в Нью-Йорке, США. Родители — Сидней Кэрролл, сценарист, и Джун Кэрролл, актриса и поэт-песенник, участвовавшая во многих бродвейских постановках. Сам Джонатан описывал себя, как «трудного» подростка. После общего образования в школе Лумис (Loomis School) в Коннектикуте Кэрролл поступает в университет Рутгерс и заканчивает его с отличием в 1971 году. В тот же год он женился на Беверли Шрайнер. С 1974 года живёт в Вене. В 1976 году публикацией рассказа «Вечеринка у Бренды» состоялся литературный дебют Кэрролла, а его первый роман «Страна смеха» вышел в 1980 году. Лауреат Всемирной премии фэнтези (1988), премии Брэма Стокера (1995), в 1989 году роман «Страна смеха» завоевал французскую премию «Аполло».